# Iñaki Gastón
Iñaki Gastón Crespo (Bilbao, 25 mei 1963) is een Spaans voormalig wielrenner en was actief als prof van 1984-1994. Zijn grootste succes was de zege in de Clasica San Sebastian in 1986 en het bergklassement van de Ronde van Italië in 1991.
Tevens was hij een belangrijke helper van zijn ploeggenoot Tony Rominger in de Ronde van Spanje van 1993 door de belangrijkste concurrent Alex Zülle van tijdwinst af te houden. Rominger won de ronde met een halve minuut voorsprong op Zülle. 

## Belangrijkste overwinningen
1984
3e etappe Ronde van Valencia
7e etappe Ronde van Aragón
1e en 4e etappe Ronde van La Rioja
Eindklassement Ronde van La Rioja
Clásica a los Puertos de Guadarrama
1985
4e etappe Ronde van de Aude
Zaragoza-Sabinanigo
Prueba Villafranca de Ordizia
Subida a Arrate
1986
Subida a Arrate
Clásica San Sebastián
1987
8e etappe Ronde van Spanje
1e, 3e, 4e en 5e etappe Ronde van Asturië
Eindklassement Ronde van Asturië
3e etappe Bicicleta Eibarresa
1988
2e en 14e etappe Ronde van Spanje
4e en 7e etappe Catalaanse Week
Proloog Ronde van Galicië
1989
Eindklassement Ronde van Aragón
1990
Eindklassement Catalaanse Week
4e etappe Ronde van Aragón
5e etappe Ronde van Catalonië
1991
Bergklassement Ronde van Italië
1993
2e etappe Catalaanse Week

## Resultaten in voornaamste wedstrijden
| Jaar | Ronde van Italië | Ronde van Frankrijk | Ronde van Spanje |
| ---- | ---------------- | ------------------- | ---------------- |
| 1984 |                  |                     |                  |
| 1985 |                  | 38e                 | 21e              |
| 1986 |                  | 75e                 | 12e              |
| 1987 |                  | opgave              | 12e (1)          |
| 1988 |                  | 112e                | 35e (2)          |
| 1989 |                  | opgave              | 7e               |
| 1990 |                  |                     | 14e              |
| 1991 | 23e              | 61e                 | 14e              |
| 1992 |                  | opgave              | opgave           |
| 1993 |                  | 78e                 | 11e              |
| 1994 |                  |                     | 59e              |

| Jaar | Milaan-San Remo | Luik-Bast.‑Luik | Ronde van Lombardije | Clásica San Sebastián | Waalse Pijl |  | WK op de weg |  | Wereldranglijsten |
| ---- | --------------- | --------------- | -------------------- | --------------------- | ----------- |  | ------------ |  | ----------------- |
| 1984 |                 |                 | 10e                  | 6e                    |             |  |              |  |                   |
| 1985 |                 |                 |                      | ↑                     |             |  |              |  |                   |
| 1986 |                 |                 |                      | ↑                     |             |  |              |  |                   |
| 1987 | 53e             |                 |                      | 13e                   |             |  |              |  | 29e (SPP)         |
| 1988 |                 |                 |                      | 18e                   |             |  |              |  |                   |
| 1989 |                 |                 |                      | 60e                   |             |  | 40e          |  |                   |
| 1990 |                 |                 |                      | 80e                   |             |  | 17e          |  |                   |
| 1991 | 16e             | 41e             |                      | 5e                    | 9e          |  |              |  |                   |
| 1992 | 21e             |                 |                      |                       |             |  |              |  |                   |
| 1993 | 35e             | 18e             |                      | 4e                    |             |  |              |  |                   |
| 1994 | 32e             |                 |                      | 44e                   |             |  |              |  |                   |

Wielerploegen van Iñaki Gastón
Aja ·
Arenas ·
Arroyo ·
Delgado ·
Fernández ·
García ·
González ·
Gastón ·
Gorospe ·
Greciano ·
C. Hernández ·
J. Hernández ·
Indurain ·
Laguía ·
Prieto ·
Vilamajo ·
Zúñiga
Aja (tot 01/10) ·
Arenas ·
Chozas ·
Fernández ·
González ·
Gastón ·
J. Gorospe ·
R. Gorospe ·
C. Hernández ·
J. Hernández ·
Ibañez ·
Indurain ·
Laguía ·
Navarro ·
Ovando ·
Prieto
Balboa ·
Belda ·
Chozas ·
Coll ·
Gastón ·
Guijarro ·
Joaquín Hernández ·
José Dario Hernández ·
Llach ·
Martínez ·
F. Parra ·
H. Parra ·
Rivas · 
Roncancio ·
Vilamajo
Balboa ·
Coll ·
Gastón ·
Guijarro ·
J. Hernández ·
O. Hernández ·
Llach ·
J. Martínez ·
R. Martínez ·
Mora ·
Morales ·
F. Parra ·
H. Parra ·
Recio · 
Rodríguez · 
Roncancio ·
Suun · 
Tammesalu ·
Vilamajo
Aguiar ·
Arambarri ·
Arenas ·
Camarillo ·
da Silva ·
Duch ·
Echave ·
Escartín ·
Gastón · 
Gériz ·
Marquina ·
Mauleón ·
Moreda ·
Muñiz ·
Ochaíta ·
Oliveira ·
Rodríguez ·
Sampedro ·
Sevilla
Arenas ·
Camarillo ·
Domínguez ·
Duch ·
Echave ·
Emonds ·
Escartín ·
Espinosa ·
Gastón · 
González ·
M. Gonzalo ·
V. Gonzalo ·
Leanizbarrutia ·
Marquina ·
Mauleón ·
Moreda ·
Oliveira ·
Prado ·
Ruiz ·
Sevilla · 
Sierra
Camarillo ·
Domínguez ·
Duch ·
Echave ·
Escartín ·
Espinosa ·
Gastón · 
González ·
M. Gonzalo ·
V. Gonzalo ·
Leanizbarrutia ·
Mauleón ·
Prado ·
Rodríguez ·
Rominger ·
Sierra ·
Unzaga ·
Uría · 
Usabiaga
Coello ·
Echave ·
Escartín ·
Espinosa ·
Fernández Ginés ·
García ·
Gastón · 
González ·
Mauleón ·
Müller · 
Olano ·
Peña ·
Rodríguez ·
Rominger ·
Sierra ·
Unzaga ·
Uría · 
Usabiaga · 
Villanueva
Ballerini · Bortolami · Chiurato · Coello · Colonna · Della Santa · Emonds · Escartín · Echave · Fernández Ginés · García · Gastón · Gianetti · Giovannetti · González · Mauleón · Müller ·  Nardello · Nicoletti · Noè · Olano · Paletti · Peña · Rodríguez · Rominger · Tafi · Tebaldi · Teterioek · Unzaga · Beltrán (stagiair) 